# Adriana van Houweninge
Adriana Diderika van Houweninge (Nijmegen, 28 mei 1890 – aldaar, 19 september 1953) was een Nederlandse kunstschilder en tekenaar.

## Leven
Adriana van Houweninge was de tweede dochter van Joachimus (Chiem) van Houweninge (1859-1936), groothandelaar in steenkool, en Sophia Frederika Hamerslag (1862-1936). Vader Van Houweninge was steenkolenhandelaar en grootgrondbezitter, hij bezat land in het gebied op en grenzend aan de Kwakkenberg bij Nijmegen. Hij was grondlegger van het gelijknamig villapark en noemde de door hem aangelegde wegen naar zijn dochters Adriana, Sophia (1889-1988) en Johanna (1891-1974). Toen het gebied werd overgedragen aan de gemeente Nijmegen werden de namen van de Sophiaweg, Adrianaweg en Johannaweg gehandhaafd. In 1917 verhuisde de familie Van Houweninge naar Villa Berglust aan de Sophiaweg, die hij enkele jaren daarvoor kocht en die in 1911 gebouwd werd als Villa Heideheuvel door de Nijmeegse aannemer Lammert Smit.

## Opleiding en werk
Adriana van Houweninge volgde een kunstopleiding aan de middelbare tekenschool van het Genootschap Kunstoefening in Arnhem. In 1908, toen ze 18 jaar was, behaalde ze haar akte van bekwaamheid in het 'handteekenen'. Van oktober 1915 tot en met maart 1921 studeerde ze aan de Rijksakademie van beeldende kunsten in Amsterdam, als leerling directeur Antoon Derkinderen, Jan Bronner, Carel L. Dake, Nicolaas van der Waay en Jan Six. Tot haar klasgenoten behoorden Lou Loeber, Frederika Springer en Elly Tamminga. Van Houweninge verhuisde in deze periode naar Amsterdam en betrok een pand aan de Emmastraat. In de jaren 1920-1922 kreeg Van Houweninge de gelegenheid om gebruik te maken van een loge van de academie aan de Stadhouderskade, om relatief zelfstandig onder begeleiding van een hoogleraar te werken. Na haar haar opleiding keerde Adriana van Houweninge terug in Nijmegen. Ze trok in bij haar ouders in Villa Berglust, waar ze haar atelier had in een bijgebouw in de tuin van de villa, door de familie als ‘de theekoepel’ aangeduid.
Van Houweninge schilderde en tekende figuurstudies, naakten, reisschetsen en stillevens in aquarel, olieverf en pastel. Ze toonde haar werk onder meer bij de Nijmeegse Vrouwenclub (1925) en tijdens exposities in haar eigen atelier.
De schilderes overleed op 63-jarige leeftijd, ze werd bijgezet in het familiegraf op Rustoord.
Van Houweninge was een achternicht van de kunstenaar Chiem van Houweninge (1898-1996).

### Enkele werken

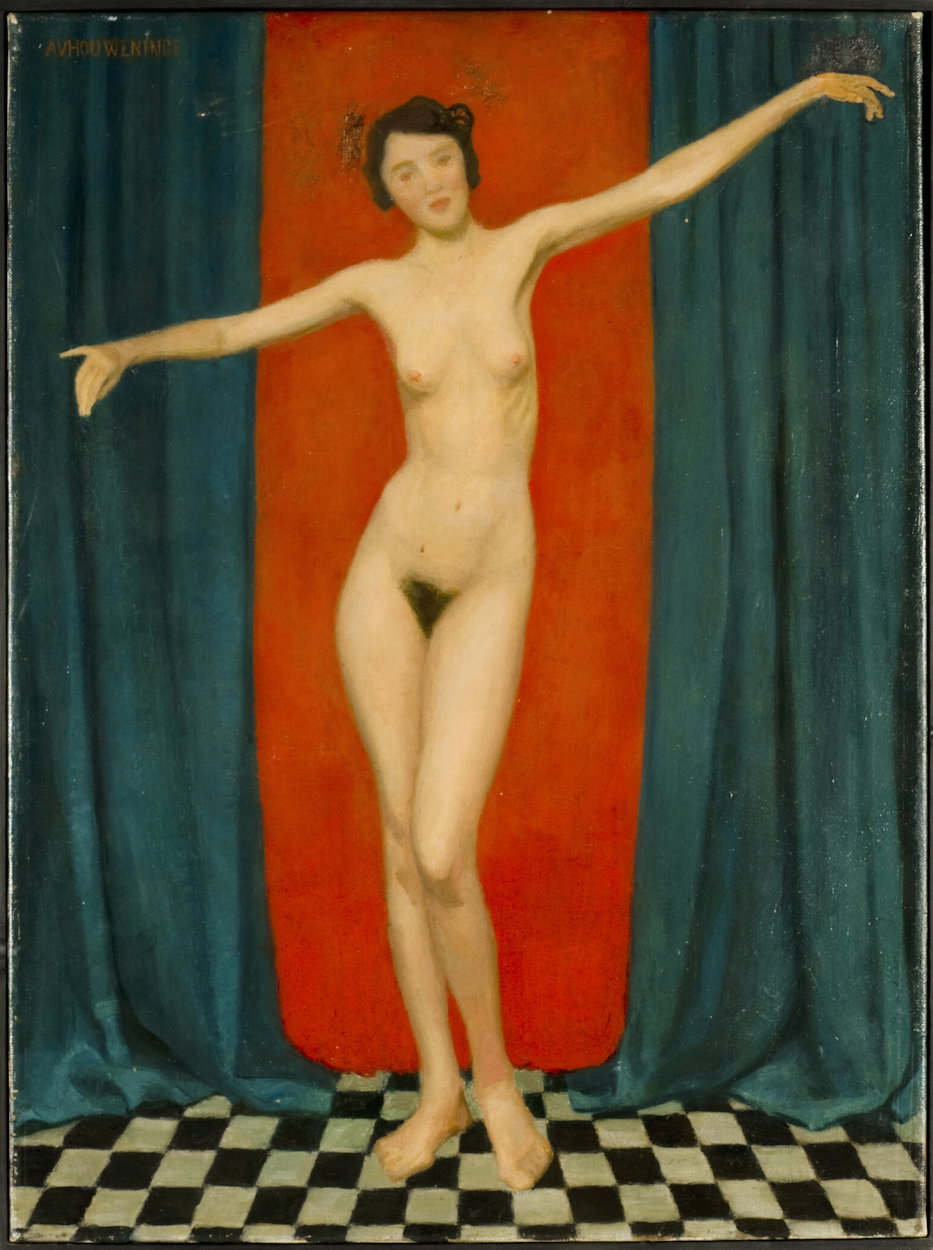
Staand naakt op rode achtergrond, olieverfschilderij (63,8 x 48 cm). Collectie Valkhof Museum.
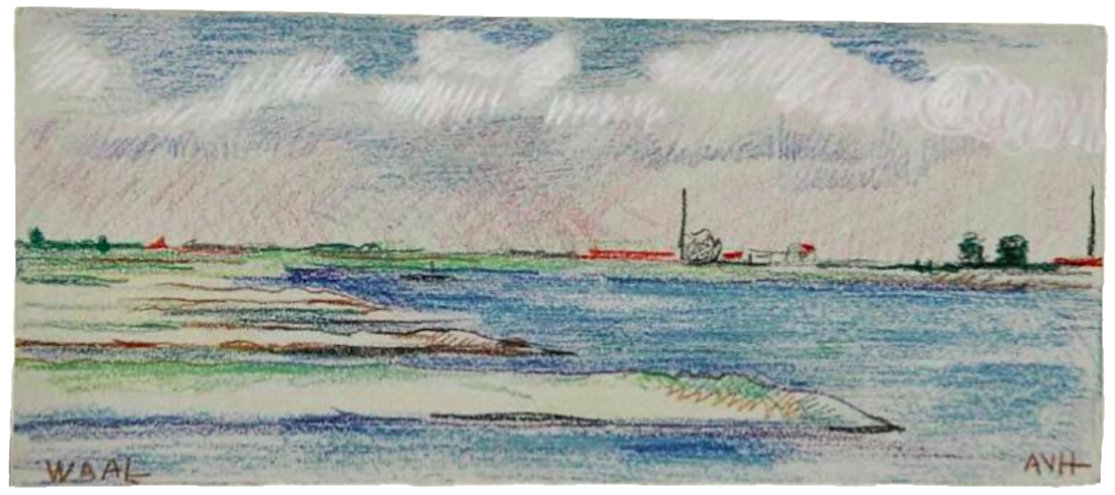
Waal met steenfabrieken, krijttekening (10 x 22,8 cm). Collectie Valkhof Museum.
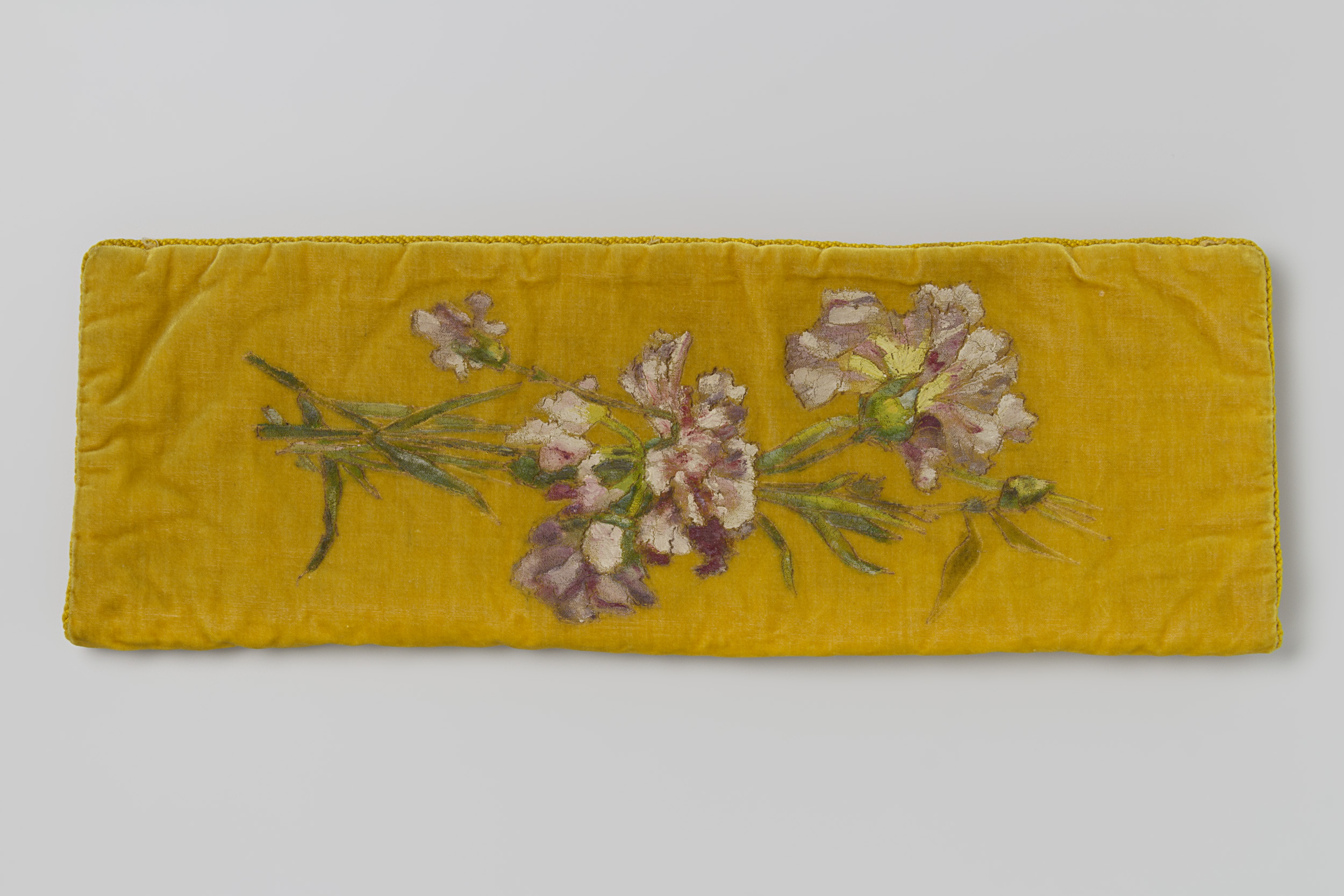
Handschoenensachet van geel fluweel op de voorzijde beschilderd met een toef anjertakken (ca. 1910). Collectie Rijksmuseum Amsterdam.

### Foto's

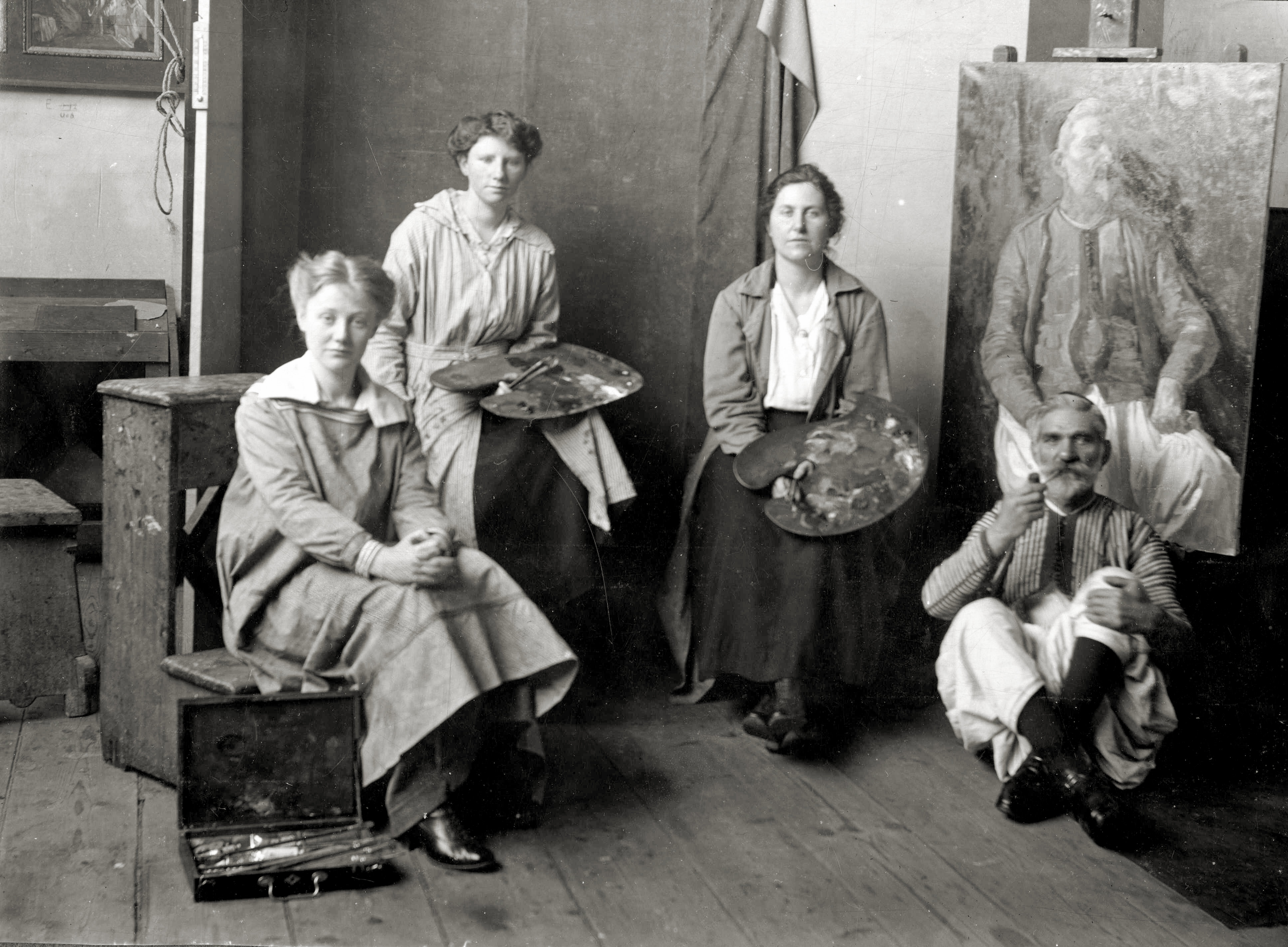
Met model en twee schildersvriendinnen in het atelier.
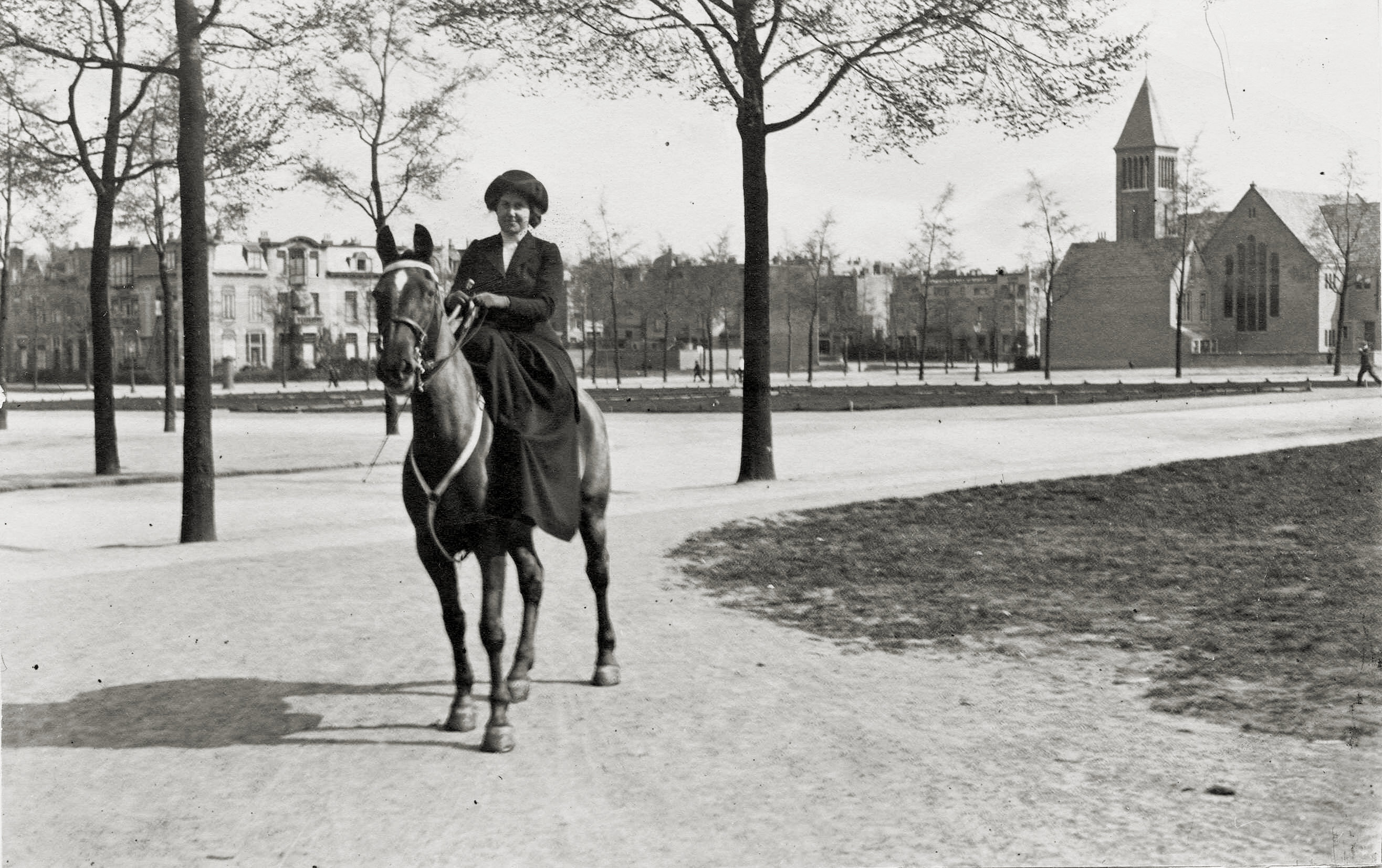
Te paard in het Julianaplantsoen.
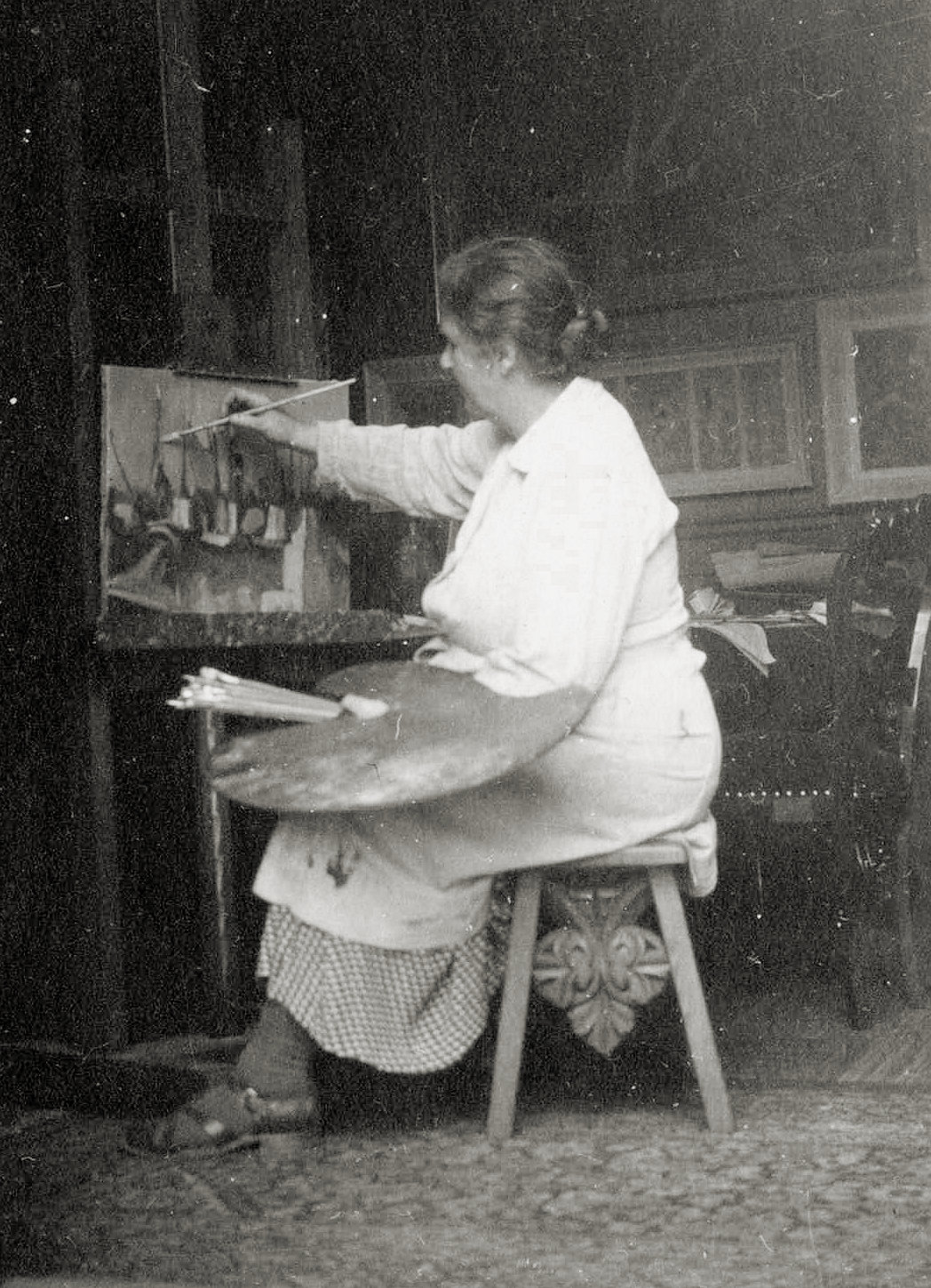
Aan het werk in haar atelier.

- Biografisch Portaal: 81209606
- RKD-Nederlands Instituut voor Kunstgeschiedenis: 111557